# エドモン・ジュオー
エドモン・ジュオー（Edmond Jouhaud, 1905年4月2日 - 1995年9月4日）は、フランス領アルジェリアのオラン近郊のブースフェールに生まれた。フランス空軍軍人であり、将軍達の反乱の首謀者の一人。

## 経歴
サン・シール陸軍士官学校に1924年入学。1926年に卒業後、フランス空軍に入隊、第35航空連隊に配属される。1930年から1937年までフランス領西アフリカ（A.O.F.）で勤務し、1935年には大尉に昇進。1938年に空軍大学校への入校を許され、1939年9月3日には少佐に昇進。空軍参謀部に配属され、フランス北西部の地上防空を担当。その後、航空偵察グループの指揮を執った。1942年には空軍大臣の官房付きとなった。イギリスへの脱出を試みて失敗すると、軍事抵抗組織（O.R.A.）を率いるルヴェール将軍の指揮の下、ボルドー地方でレジスタンス活動に参加。
1944年に軍に復帰。1/36特別航空群の指揮官を経て、空軍輸送部隊の指揮官に任命。
1945年12月25日、中佐に昇進。

### 戦後
1946年8月1日、大佐に昇進。1947年には空軍参謀本部、1948年にはチュニジアの軍司令部へ異動。

1949年3月10日、空軍准将に昇進。北アフリカ駐留軍、空軍技術学校と異動。

1954年、空軍少将に昇進し、極東の空軍司令官に任命された。本国帰国後、1955年2月1日には空軍参謀本部長となる。

### アルジェリア戦争
1956年に空軍中将に昇進、1957年にはアルジェリアに駐留する第５空軍管区の司令官となり、アルジェリア駐留フランス軍の最高司令官ラウル・サラン将軍の指揮下に入った。 1958年、空軍大将に昇進、空軍参謀総長、空軍査察総官など歴任する。 1960年10月15日、退役となる。

### 将軍達の反乱
1961年4月22日、モーリス・シャール、ラウル・サラン、アンドレ・ゼレールらと、アルジェにて反乱を起こすも失敗、逃亡する。

### その後
1962年、反乱の失敗後、OASと合流、サランの副指揮官となる。3月25日、オランにて抵抗を指揮していたが軍に逮捕される。4月13日、高等軍事裁判所において異例の速さで死刑判決が出された。7ヵ月後、ジュオーの処刑が迫っていたが、刑の執行は中止となり、無期刑扱いとなった。1967年12月、チュール刑務所から出所。1968年7月に恩赦となる。1969年、国民戦線の前身組織である本土送還者連合会の理事長に就任。 1982年、名誉回復がなされる。